# Nati nel 1932/Settembre
| Questa pagina contiene informazioni ricavate automaticamente dalle voci biografiche con l'ausilio del template Bio e di un bot. L'aggiornamento è periodico e automatico e ricostruisce completamente la pagina. Se manca una persona in questa lista, sei pregato di non aggiungerla, ma accertati piuttosto che la sua voce biografica contenga il template Bio e che i dati anagrafici siano correttamente compilati. Se il template Bio manca, inseriscilo tu stesso o, in alternativa, metti l'avviso {{tmp\|Bio}} che ne segnala la mancanza. Se i dati riportati sono sbagliati, correggi direttamente la voce biografica; le modifiche saranno visibili in questa lista entro pochi giorni. Per chiarimenti vedi il progetto biografie. La lista contiene solo le 149 persone che sono citate nell'enciclopedia e per le quali è stato implementato correttamente il template Bio. Pagina aggiornata al 18 ago 2025. |

- 1º settembre - Sunny von Bülow, statunitense († 2008)
- 1º settembre - Katalin Kovács, ex cestista ungherese
- 1º settembre - José Ortiz, fumettista spagnolo († 2013)
- 1º settembre - Marijan Pasarić, allenatore di pallacanestro jugoslavo († 2016)
- 2 settembre - Blagoje Adžić, generale jugoslavo († 2012)
- 2 settembre - Lia Amanda, attrice italiana
- 2 settembre - Giorgio Da Mommio, politico italiano († 2020)
- 2 settembre - Walter Davis Jr., pianista statunitense († 1990)
- 2 settembre - Fred Ingaldson, cestista canadese († 2011)
- 2 settembre - Maurizio Scaparro, regista, critico teatrale e politico italiano († 2023)
- 3 settembre - Eileen Brennan, attrice statunitense († 2013)
- 3 settembre - Stelio Fenzo, fumettista italiano († 2022)
- 3 settembre - Gerald Neugebauer, astronomo tedesco († 2014)
- 4 settembre - Carlos Romero Barceló, politico portoricano († 2021)
- 4 settembre - Gordon Davies, calciatore inglese († 2020)
- 4 settembre - Pasquale Mistretta, ingegnere italiano
- 4 settembre - Gianni Sandri, ex calciatore italiano
- 4 settembre - Giorgio Terni, fantino italiano († 2000)
- 5 settembre - Carlo Alleva, pittore italiano († 1993)
- 5 settembre - Anna Braghieri, politica italiana († 2016)
- 5 settembre - Ho Lien Siew, cestista e allenatore di pallacanestro singaporiano († 2021)
- 5 settembre - Carol Lawrence, attrice statunitense
- 5 settembre - Joaquin Romaguera, attore e tenore statunitense († 2023)
- 5 settembre - Alice Seillier, ex cestista francese
- 5 settembre - Domenico Sica, magistrato e prefetto italiano († 2014)
- 6 settembre - Giuseppe Gaspari, calciatore italiano († 2025)
- 6 settembre - Giampaolo Matteuzzi, ex velocista italiano
- 6 settembre - Silvia Monelli, attrice, doppiatrice e direttrice del doppiaggio italiana († 2021)
- 6 settembre - Aldo Notari, giocatore di baseball e dirigente sportivo italiano († 2006)
- 6 settembre - Gilles Tremblay, compositore canadese († 2017)
- 7 settembre - John Paul Getty Jr., filantropo britannico († 2003)
- 7 settembre - Giuliano Pontara, filosofo italiano
- 8 settembre - Mario Ferruccio Belli, storico e giornalista italiano († 2024)
- 8 settembre - Patsy Cline, cantante e compositrice statunitense († 1963)
- 8 settembre - Mario Surbone, pittore italiano
- 8 settembre - Domenico Valori, politico italiano († 2006)
- 9 settembre - Bill Porter, mercante statunitense († 2013)
- 9 settembre - Olga Radenković, cestista jugoslava († 2009)
- 10 settembre - Bo Goldman, sceneggiatore e drammaturgo statunitense († 2023)
- 10 settembre - Félix Malloum, politico e generale ciadiano († 2009)
- 10 settembre - Yasuo Yamada, doppiatore e attore giapponese († 1995)
- 11 settembre - Gian Chiarion Casoni, dirigente sportivo italiano († 2007)
- 11 settembre - Gavril Dejeu, politico rumeno
- 11 settembre - Gianfranco Sabbatini, politico italiano († 2017)
- 11 settembre - Art Spoelstra, cestista statunitense († 2008)
- 12 settembre - Gianfranco Benvenuti, cestista e allenatore di pallacanestro italiano († 2012)
- 12 settembre - Carmelo Ferraro, arcivescovo cattolico italiano
- 12 settembre - Yalçın Granit, cestista e allenatore di pallacanestro turco († 2020)
- 12 settembre - Giovanni Pellicani, politico italiano († 2006)
- 12 settembre - Carles Soler Perdigó, vescovo cattolico spagnolo († 2023)
- 13 settembre - Vincenzo Affinito, calciatore italiano († 2021)
- 13 settembre - Whitey Bell, ex cestista statunitense
- 13 settembre - Billy Evans, cestista statunitense († 2020)
- 13 settembre - Mike MacDowel, pilota automobilistico britannico († 2016)
- 13 settembre - Raimo Heino, scultore, designer e medaglista finlandese († 1995)
- 13 settembre - Luca Ernesto Mellina, attore teatrale, doppiatore e psichiatra italiano
- 13 settembre - Renato Ponzini, ciclista su strada italiano († 2014)
- 13 settembre - Pedro Rubiano Sáenz, cardinale e arcivescovo cattolico colombiano († 2024)
- 13 settembre - Fred Wolf, animatore, designer e regista statunitense
- 14 settembre - Josh Culbreath, ostacolista statunitense († 2021)
- 14 settembre - Igor' Leonidovič Kirillov, giornalista sovietico († 2021)
- 14 settembre - Harry Sinden, ex hockeista su ghiaccio canadese
- 14 settembre - Corly Verlooghen, poeta surinamese († 2019)
- 15 settembre - Antônio Abujamra, attore e regista televisivo brasiliano († 2015)
- 15 settembre - Neil Bartlett, chimico britannico († 2008)
- 15 settembre - 'Abd al-Halim Khaddam, politico siriano († 2020)
- 15 settembre - Danilo Poggiolini, ex politico e scrittore italiano
- 15 settembre - Nina Poznanskaja, ex cestista sovietica
- 15 settembre - Edward Stevens, canottiere statunitense († 2013)
- 15 settembre - Ann Bannon, scrittrice statunitense
- 16 settembre - Aatos Erkko, giornalista e editore finlandese († 2012)
- 17 settembre - Rosemarie Bowe, attrice statunitense († 2019)
- 17 settembre - Khalifa bin Hamad Al Thani, sovrano qatariota († 2016)
- 17 settembre - Fred Mustard Stewart, scrittore statunitense († 2007)
- 17 settembre - Robert B. Parker, scrittore statunitense († 2010)
- 17 settembre - Věra Vančurová, ginnasta ceca († 2018)
- 17 settembre - Tom Young, allenatore di pallacanestro e cestista statunitense († 2022)
- 18 settembre - Franco Ambrosio, imprenditore italiano († 2009)
- 18 settembre - Luis Ayala, tennista cileno († 2024)
- 18 settembre - Aldo Maria Brachetti Peretti, dirigente d'azienda e imprenditore italiano
- 18 settembre - Franco Di Giacomo, direttore della fotografia italiano († 2016)
- 18 settembre - Henri Meschonnic, poeta francese († 2009)
- 18 settembre - Hisashi Owada, giurista e diplomatico giapponese
- 18 settembre - Nikolaj Nikolaevič Rukavišnikov, cosmonauta e fisico sovietico († 2002)
- 18 settembre - Enrico Santoro, politico e avvocato italiano
- 19 settembre - Lol Coxhill, sassofonista, compositore e attore inglese († 2012)
- 19 settembre - Luis Normandín, pallanuotista argentino († 2004)
- 19 settembre - Angiolina Quinterno, doppiatrice, attrice e conduttrice radiofonica italiana († 2006)
- 19 settembre - Stefanie Zweig, scrittrice tedesca († 2014)
- 20 settembre - Joseph Barboza, mafioso statunitense († 1976)
- 20 settembre - Dany Carrel, attrice francese
- 20 settembre - Hiroshi Nakamura, pittore giapponese
- 20 settembre - Mario Veronesi, imprenditore e farmacista italiano († 2017)
- 21 settembre - Enrico Conca, ex calciatore italiano
- 21 settembre - Mickey Kuhn, attore statunitense († 2022)
- 21 settembre - Don Preston, pianista e tastierista statunitense
- 22 settembre - Leo Anchóriz, attore, sceneggiatore e direttore artistico spagnolo († 1987)
- 22 settembre - Algirdas Brazauskas, politico lituano († 2010)
- 22 settembre - Ingemar Johansson, pugile svedese († 2009)
- 22 settembre - Iropa Maurice Kouandété, politico beninese († 2003)
- 23 settembre - Bernard Duc, fumettista e sceneggiatore francese († 1995)
- 23 settembre - Sergio Brighenti, calciatore e allenatore di calcio italiano († 2022)
- 23 settembre - Guido Gratton, calciatore e allenatore di calcio italiano († 1996)
- 23 settembre - Marjan Kandus, cestista jugoslavo († 2024)
- 23 settembre - Georg Keßler, allenatore di calcio tedesco
- 23 settembre - Manuel Usher, cestista e allenatore di pallacanestro uruguaiano († 2020)
- 24 settembre - Andrea Agnaletti, politico italiano († 2015)
- 24 settembre - Svetlana Berëzova, ballerina lituana († 1998)
- 24 settembre - Mimmo Castellano, designer e fotografo italiano († 2015)
- 24 settembre - Joanne Greenberg, scrittrice statunitense
- 24 settembre - Frank LoCascio, mafioso statunitense († 2021)
- 24 settembre - Jackie Moore, ex cestista statunitense
- 24 settembre - Gian Luigi Piccioli, scrittore e saggista italiano († 2013)
- 24 settembre - Eriprando Visconti, regista e sceneggiatore italiano († 1995)
- 24 settembre - Canhoteiro, calciatore brasiliano († 1974)
- 25 settembre - Glenn Gould, pianista, compositore e clavicembalista canadese († 1982)
- 25 settembre - Terry Medwin, calciatore gallese († 2024)
- 25 settembre - Brian Murphy, attore britannico († 2025)
- 25 settembre - Anatolij Solov'janenko, tenore sovietico († 1999)
- 25 settembre - Adolfo Suárez, politico e avvocato spagnolo († 2014)
- 25 settembre - Konrad Wagner, calciatore tedesco orientale († 1996)
- 26 settembre - Franco Cavallo, velista italiano († 2022)
- 26 settembre - Donna Douglas, attrice e cantante statunitense († 2015)
- 26 settembre - Richard Herd, attore statunitense († 2020)
- 26 settembre - Giacomo Manzoni, compositore, critico musicale e traduttore italiano
- 26 settembre - Manmohan Singh, economista e politico indiano († 2024)
- 26 settembre - Giuseppe Tricoli, politico e storico italiano († 1995)
- 26 settembre - Vladimir Nikolaevič Vojnovič, scrittore russo († 2018)
- 26 settembre - Clifton Williams, astronauta statunitense († 1967)
- 27 settembre - Geoff Bent, calciatore inglese († 1958)
- 27 settembre - Mario Bertoncini, compositore e pianista italiano († 2019)
- 27 settembre - Roger C. Carmel, attore statunitense († 1986)
- 27 settembre - Yash Chopra, regista e produttore cinematografico indiano († 2012)
- 27 settembre - Edward Muscare, personaggio televisivo e youtuber statunitense († 2012)
- 27 settembre - Marcia Neugebauer, fisica, geofisica e astrofisica statunitense
- 27 settembre - Oliver Williamson, economista statunitense († 2020)
- 28 settembre - Len Birman, attore canadese († 2023)
- 28 settembre - John Coyle, calciatore scozzese († 2016)
- 28 settembre - Víctor Jara, cantautore, musicista e regista teatrale cileno († 1973)
- 28 settembre - Heinz Krüger, calciatore tedesco orientale († 2003)
- 29 settembre - Robert Benton, regista e sceneggiatore statunitense († 2025)
- 29 settembre - Miroslav Brkljača, calciatore jugoslavo († 2000)
- 29 settembre - Mehmood, attore, regista e produttore cinematografico indiano († 2004)
- 29 settembre - Michel Murr, politico libanese († 2021)
- 29 settembre - Pietro Valpreda, anarchico, scrittore e poeta italiano († 2002)
- 29 settembre - Rainer Weiss, fisico tedesco
- 30 settembre - Antoinette Bower, attrice statunitense
- 30 settembre - Shintarō Ishihara, scrittore e politico giapponese († 2022)
- 30 settembre - Karl Ringel, calciatore tedesco († 2024)